# Isla Carlos Alejandro
La isla Carlos Alejandro (en ruso: Остров Карла-Александра, romanizado: Óstrov Karla-Aleksandra), es una isla en la Tierra de Francisco José, Rusia.
La longitud de la isla Carlos Alejandro es de 29 km (18 millas) y su anchura máxima es de 18 km (11,2 millas). Su superficie es de 329 km² (127 millas cuadradas), pero muy poco de ella está libre de hielo. El punto más alto de la isla alcanza los 365 m (1198 pies).
La isla fue bautizada Carlos Alejandro por la Expedición al Polo Norte austro-húngara eh honor de que uno de los nobles que financió la empresa, el aristócrata austrohúngaro Carlos Alejandro de Sajonia-Weimar-Eisenach.